# De herdertjes lagen bij nachte

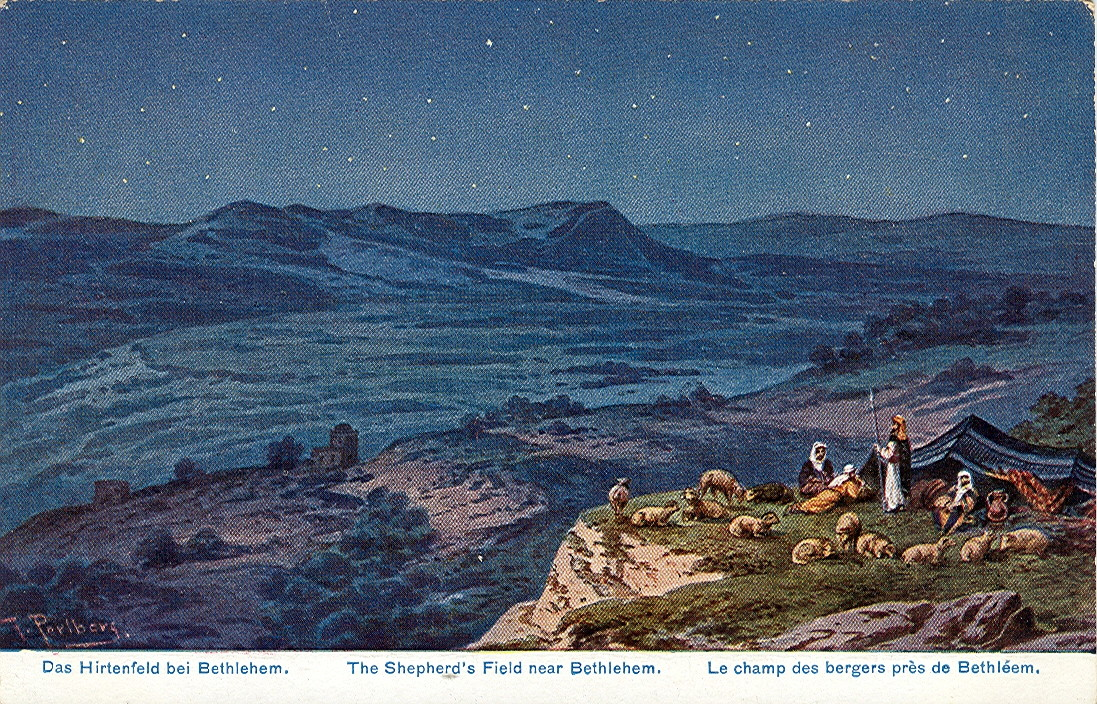
Schaapherders in de buurt van Bethlehem, ansichtkaart uit 1914

De herdertjes lagen bij nachte is een Nederlandstalig kerstlied dat oorspronkelijk voor de Nederlandse Katholieke Kerk is geschreven maar sindsdien ook in andere kerkgenootschappen populair is geworden.
Het lied werd in 1852 opgetekend door Joseph Alberdingk Thijm en gepubliceerd in Oude en nieuwere kerstliederen, benevens gezangen en liederen van andere hoogtijden en heiligedagen, als ook van den advent en de vasten, gerangschikt naar de orde van het kerkelijk jaar; waaraan zijn toegevoegd: een zestal geestelijke liedekens van gemengden inhoud, (...) vooral ter dienste der zang-choren en katholieke huisgezinnen A.M.D.G., uitgegeven door van C.L. van Langenhuysen in Amsterdam in 1852. Alberdingk Thijm meldt daarbij dat het in de 17e eeuw langs de straten gezongen zou zijn door arme Utrechtse kinderen en dat het werd opgetekend door een Utrechtse kunstenares.
Er is discussie of deze vermelding dat het lied door 17e-eeuwse kinderen gezongen zou zijn niet geromantiseerd is. Als aanwijzingen binnen de tekst voor een oude herkomst wordt de kinderlijke blijde toon vermeld alsook oude woorden als bevalen en vernamen. De biograaf van Joseph Alberdingk Thijm, Michel van der Plas, wijst erop dat dit lied nergens eerder is opgetekend. Wel staat er in de bundel Geestelycke Kers- en Nieuwe Jaers Liedtjens een "Nieu-Jaers liedeken" dat in het eerste couplet overeenkomsten heeft met "De herdertjes lagen bij nachte":
De Hardertjes vermoeden/ Aldaer sy lagen op 't Veldt/ De Schaepjes die sy hoeden/ 't Was om te verdienen haer geldt./ Sij hoorden Gods Engelen singen/ Doen scheender een licht seer klaer/ na Bethelehem was 't datsy gingen/ Al in dat Nieuwe-Jaer.
Eveneens staat in deze 17e-eeuwse bundel een lied dat begint met de zin "De herdertjes in de nacht". Van der Plas houdt dan ook Joseph Alberdingk Thijm en zijn broer Lambertus Joannes Alberdingk Thijm voor de auteurs van zowel tekst als melodie, zij het dan dat zij het lied uit de 17e-eeuwse bundel als uitgangspunt hebben genomen en het hebben omgewerkt tot een ander lied met een nieuwe melodie.
Het lied is ook opgenomen in bundels die door veel protestanten zijn gebruikt. In de Zangbundel van Johannes de Heer staat het vermeld onder nummer 609. De tekst is als volgt (veelal ontbreekt het derde of het vierde couplet):
1.
De herdertjes lagen bij nachte
Zij lagen bij nacht in het veld
Zij hielden vol trouwe de wachte
Zij hadden hun schaapjes geteld
Daar hoorden zij d'engelen zingen
Hun liederen vloeiend en klaar
De herders naar Bethlehem gingen
 't liep tegen het nieuwe jaar
2.
Toen zij er te Bethlehem kwamen
Daar schoten drie stralen dooreen
Een straal van omhoog zij vernamen
Een straal uit het kribje benee
Daar vlamd' er een straal uit hun ogen
En viel op het Kindeke teer
Zij stonden tot schreiens bewogen
En knielden bij Jesus neer
3.
Maria die bloosde van weelde
Van ootmoed en lieflijke vreugd
De goede Sint Jozef hij streelde
Het Kindje der mensen geneugt
De herders bevalen te weiden
Hun schaapkens aan d'engelenschaar
Wij kunnen van 't kribje niet scheiden
Wij wachten het nieuwe jaar (OF: En vonden het kindje daar)
4.
Ach kindje, ach kindje, dat heden
In 't nederig stalletje kwaamt
Ach, laat ons uw paden betreden
Want gij hebt de wereld beschaamd
Gij kwaamt om de wereld te winnen
De machtigste vijand te slaan
De kracht uwer liefde van binnen
Kan wereld noch hel weerstaan

## Sandra Reemer
De herdertjes lagen bij nachte werd als single in 1963 opgenomen door Sandra Reemer. Het was voor het tweede achtereenvolgende jaar dat het kindsterretje een kerstlied op de plaat zette. Een jaar eerder werd Stille nacht, heilige nacht uitgebracht. Zowel A- als B-kant werden voorzien van een arrangement door Frans Kerkhof, die ook leiding gaf aan het orkest. Nederland en België hadden nog geen officiële hitparades, en verkoopcijfers zijn niet bekend.